# Шестаков, Николай Яковлевич
Николай Яковлевич Шестаков (1894—1974) — русский советский писатель и драматург.

## Биография
Родился в многодетной семье алатырского мелкого чиновника в 1894 году в селе Барышская Слобода Алатырского уезда (ныне Сурский район Ульяновской области). Детские годы провёл в городе Алатырь, племянник (по матери) епископа Симона (Шлеёва). 
Поступил в Симбирскую гимназию, но был исключён из-за увлечения сценой. Курс гимназии сдал экстерном в 1913 году. В 1914—1918 годах — студент сперва медицинского (прослушал один курс), затем  историко-филологического факультета Казанского университета. 
С осени 1918 года живет в белом Омске; упоминается как корректор, затем техник-секретарь и «выпускающий» редакции «Наша газета» (Омск, издавалась с августа 1919 года), — автор и редактор её информационных сообщений (при Колчаке). 
После установления советской власти в Сибири работал в сфере внешкольного образования в городе Новониколаевск (ныне Новосибирск). 
В 1921 году переехал в Москву, где работал корректором и журналистом.
Изредка посещал город своего детства Алатырь.

## Семья
Жена — лексикограф Надежда Владимировна Глен-Шестакова, урожденная фон Глен (1896—1981); ее племянница — переводчица Ника Глен (1928—2005).
Дочь — Наталья Николаевна Шестакова (1923—2014); была замужем за Николаем Александровичем Самойло (1922—1963), сыном медиевиста Александра Сергеевича Самойло (1893—1974). 
Похоронены на 16-м участке Ваганьковского кладбища в Москве.
Внучки — Мария Николаевна Шестакова и Елена Николаевна Самойло.

## Литературная деятельность
Творческая деятельность началась со стихов. Первая публикация — в «Сборнике Студенческого литературного кружка при Казанском университете» (1915), стихи в казанской периодике, в альманахе «Провинциальная муза» (Казань, 1918); активно публиковался в колчаковской прессе (в том числе под псевдонимом «Барыба») в Омске, Перми, Новониколаевске; затем в альманахе «Арпоэпис» (Новониколаевск, 1921). С середины 1920-х работает как детский поэт. Первую пьесу для детского театра написал в 1928 году.
Автор пьес для детского театра «Два брата из Арплата», «Алтайские робинзоны» (впервые поставлена в 1928 году на сцене Центрального детского театра), «Крекинг», «Брат», «Мик», «Путь далёкий», «Аул Гидже», «На заре туманной юности» и других.
В 1930 году спектаклем «Аул Гидже» по пьесе Шестакова в постановке режиссёра Бориса Смирнова был открыт Куйбышевский ТЮЗ. В 1931 году Тульский ТЮЗ открывается спектаклем по пьесе Шестакова «Путь далёкий». В 1933 году Астраханский ТЮЗ открывается спектаклем по пьесе Шестакова «Путь далёкий».
Пьесы Шестакова были в репертуаре Московского театра для детей, Саратовского ТЮЗа.
В 1975 году по сказке Николая Шестакова был снят фильм «Финист — Ясный Сокол».
Характерной чертой стиля Шестакова-драматурга является пристрастие к приключенческому сюжету. Автор любит обостренный словесный поединок, словесную игру. Почти в каждой пьесе встречаются сценические трансформации, переодевания.
Николай Шестаков – автор слов первого гимна детского пионерского лагеря «Артек».